# Saison 2021-2022 de l'AS Saint-Étienne
Maillots
Chronologie
Saison précédente Saison suivante
La saison 2021-2022 de l'AS Saint-Étienne est la soixante-neuvième de l'histoire du club.

## Mercato

### Mercato d'été
| Nom                  | Poste          | Transfert      | Provenance/Destination      | Division                      |
| -------------------- | -------------- | -------------- | --------------------------- | ----------------------------- |
| Arrivées             |                |                |                             |                               |
| Mickaël Nadé         | Défenseur      | Retour de Prêt | US Quevilly-Rouen Métropole | Ligue 2                       |
| Jean-Philippe Krasso | Attaquant      | Retour de prêt | Le Mans FC                  | National                      |
| Assane Dioussé       | Défenseur      | Retour de prêt | MKE Ankaragücü              | TFF First League              |
| Sergi Palencia       | Défenseur      | Retour de prêt | Girondins de Bordeaux       | Ligue 1                       |
| Alexandros Katranis  | Défenseur      | Retour de prêt | Hatayspor                   | Süper Lig                     |
| Ignacio Ramírez      | Attaquant      | Prêt           | Liverpool FC                | Primera División Uruguay      |
| Départs              |                |                |                             |                               |
| Kévin Monnet-Paquet  | Milieu         | Fin de contrat | Aris Limassol               | Championnat Panchypriote Cyta |
| Panayiótis Rétsos    | Défenseur      | Retour de prêt | Bayer Leverkusen            | Bundesliga                    |
| Anthony Modeste      | Attaquant      | Retour de prêt | 1. FC Cologne               | Bundesliga                    |
| Pape Abou Cissé      | Défenseur      | Retour de prêt | Olympiakos Le Pirée         | Superleague Elláda            |
| Sergi Palencia       | Défenseur      | Prêt           | CD Leganés                  | LaLiga SmartBank              |
| Jessy Moulin         | Gardien de But | Transfert      | ES Troyes AC                | Ligue 1                       |
| Mathieu Debuchy      | Défenseur      | Fin de contrat | Valenciennes FC             | Ligue 2                       |
| Alexandros Katranis  | Défenseur      | Fin de contrat | Piast Gliwice               | Ekstraklasa                   |
| Charles Abi          | Attaquant      | Prêt           | EA Guingamp                 | Ligue 2                       |

### Mercato d'hiver
| Nom           | Poste      | Transfert | Provenance/Destination | Division |
| ------------- | ---------- | --------- | ---------------------- | -------- |
| Arrivées      |            |           |                        |          |
| Pascal Dupraz | Entraîneur | Libre     | -                      | -        |
| Départs       |            |           |                        |          |
| Claude Puel   | Entraîneur | Libre     | -                      | -        |

| Nom                  | Poste     | Transfert   | Provenance/Destination      | Division         |
| -------------------- | --------- | ----------- | --------------------------- | ---------------- |
| Arrivées             |           |             |                             |                  |
| Bakary Sako          | Milieu    | Transfert   | Libre                       | -                |
| Paul Bernardoni      | Gardien   | Prêt        | Angers SCO                  | Ligue 1          |
| Sada Thioub          | Attaquant | Prêt        | Angers SCO                  | Ligue 1          |
| Eliaquim Mangala     | Défenseur | Transfert   | Libre                       | -                |
| Joris Gnagnon        | Défenseur | Transfert   | Libre                       | -                |
| Enzo Crivelli        | Attaquant | Prêt        | İstanbul Başakşehir         | Süper Lig        |
| Falaye Sacko         | Défenseur | Prêt        | Vitória SC                  | Liga Portugal    |
| Départs              |           |             |                             |                  |
| Ignacio Ramírez      | Attaquant | Retour Prêt | Liverpool FC                | Primera División |
| Jean-Philippe Krasso | Attaquant | Prêt        | AC Ajaccio                  | Ligue 2          |
| Alpha Sissoko        | Attaquant | Transfert   | US Quevilly Rouen Métropole | Ligue 2          |

## Effectif professionnel
Note : Le numéro 24 a été retiré par le club. En effet, le 24 représente le numéro que portait Loïc Perrin, joueur puis capitaine emblématique du club, apparu à 470 reprises sous le maillot vert entre 2003 et 2020.

## Statistiques

### Classement des buteurs
| Place | Nom                       | Ligue 1 | Barrage de relégation | Coupe de France | TOTAL |
| 1     | Wahbi Khazri              | 10      | -                     | -               | 10    |
| 2     | Denis Bouanga             | 9       | -                     | -               | 9     |
| 3     | Arnaud Nordin             | 4       | -                     | 2               | 6     |
| 4     | Ryad Boudebouz            | 3       | -                     | -               | 4     |
| 4     | Mahdi Camara              | 3       | 1                     | -               | 4     |
| 5     | Romain Hamouma            | 2       | -                     | -               | 2     |
| 5     | Timothée Kolodziejczak    | 2       | -                     | -               | 2     |
| 5     | Mickaël Nadé              | 1       | -                     | 1               | 2     |
| 5     | Saïdou Sow                | 2       | -                     | -               | 2     |
| 5     | Zaydou Youssouf           | 1       | 1                     | -               | 2     |
| 6     | Lucas Gourna-Douath       | 1       | -                     | -               | 1     |
| 6     | Jean-Philippe Krasso      | 1       | -                     | -               | 1     |
| 6     | Eliaquim Mangala          | 1       | -                     | -               | 1     |
| 6     | Bakary Sako               | -       | -                     | 1               | 1     |
| 6     | Miguel Trauco             | 1       | -                     | -               | 1     |
| 6     | (csc) But contre son camp | 1       | -                     | -               | 1     |

Date de mise à jour : le 29 mai 2022.

### Classement des passeurs décisifs
| Place | Nom                    | Ligue 1 | Barrage de relégation | Coupe de France | TOTAL |
| 1     | Adil Aouchiche         | 3       | 1                     | -               | 4     |
| 1     | Denis Bouanga          | 4       | -                     | -               | 4     |
| 1     | Ryad Boudebouz         | 3       | -                     | 1               | 4     |
| 1     | Arnaud Nordin          | 4       | -                     | -               | 4     |
| 2     | Timothée Kolodziejczak | 2       | -                     | 1               | 3     |
| 3     | Enzo Crivelli          | -       | 1                     | -               | 1     |
| 3     | Jean-Philippe Krasso   | 1       | -                     | -               | 1     |
| 3     | Saïdou Sow             | 1       | -                     | -               | 1     |
| 3     | Sada Thioub            | 1       | -                     | -               | 1     |

Date de mise à jour : le 29 mai 2022.

## Rencontres de la saison

### Championnat
La Ligue 1 2021-2022 est la quatre-vingtième quatrième édition du championnat de France de football et la dix-huitième sous l'appellation « Ligue 1 » ; le nom de l'enseigne Uber Eats y est accolé pour la première saison, par le biais du naming. La division oppose vingt clubs en une série de trente-huit rencontres. Les meilleurs de ce championnat se qualifient pour les coupes d'Europe que sont la Ligue des champions (le podium) et la Ligue Europa (le quatrième et le vainqueur de la Coupe de France). L'ASSE participe à cette compétition pour la soixante-sixième fois de son histoire.
Les relégués à l'issue de la saison précédente, le Nîmes Olympique, le Dijon FCO, sont remplacés par l' ES Troyes AC (champion de Ligue 2) et le Clermont Foot 63.

#### Matchs aller
| Date       | N o | Adversaire             | Lieu | Résultat | Buteurs pour Saint-Étienne          | Points | Place |
| ---------- | --- | ---------------------- | ---- | -------- | ----------------------------------- | ------ | ----- |
| 08/08/2021 | J01 | FC Lorient             | Dom. | 1 - 1    | 70e (pen.) Khazri                   | 1      | 14e   |
| 15/08/2021 | J02 | RC Lens                | Ext. | 2 - 2    | 1re Khazri, 52e Bouanga             | 2      | 8e    |
| 21/08/2021 | J03 | LOSC Lille             | Dom. | 1 - 1    | 85e Sow                             | 3      | 11e   |
| 28/08/2021 | J04 | Olympique de Marseille | Ext. | 3 - 1    | 32e Kolodziejczak                   | 3      | 16e   |
| 12/09/2020 | J05 | Montpellier HSC        | Ext. | 2 - 0    | -                                   | 3      | 19e   |
| 18/08/2021 | J06 | Girondins de Bordeaux  | Dom. | 1 - 2    | 73e Khazri                          | 3      | 19e   |
| 22/09/2021 | J07 | AS Monaco              | Ext. | 3 - 1    | 41e Bouanga                         | 3      | 19e   |
| 25/10/2020 | J08 | OGC Nice               | Dom. | 0 - 3    | -                                   | 3      | 20e   |
| 03/10/2021 | J09 | Olympique lyonnais     | Dom. | 1 - 1    | 90+5e (pen.) Khazri                 | 4      | 20e   |
| 17/10/2021 | J10 | RC Strasbourg          | Ext. | 5 - 1    | 45+5e (pen.) Khazri                 | 4      | 20e   |
| 22/10/2021 | J11 | Angers SCO             | Dom. | 2 - 2    | 61e Khazri, 90+4e Nade              | 5      | 20e   |
| 24/10/2021 | J12 | FC Metz                | Ext. | 1 - 1    | 16e Khazri                          | 6      | 20e   |
| 07/11/2021 | J13 | Clermont Foot 63       | Dom. | 3 - 2    | 78e Nordin, 90+2e Krasso, 90+4e Sow | 9      | 19e   |
| 21/11/2021 | J14 | ES Troyes AC           | Ext. | 0 - 1    | 61e Trauco                          | 12     | 19e   |
| 28/11/2021 | J15 | Paris Saint-Germain    | Dom. | 1 - 3    | 25e Bouanga                         | 12     | 20e   |
| 01/12/2021 | J16 | Stade brestois 29      | Ext. | 1 - 0    | -                                   | 12     | 20e   |
| 05/12/2021 | J17 | Stade rennais FC       | Dom. | 0 - 5    | -                                   | 12     | 20e   |
| 11/12/2021 | J18 | Stade de Reims         | Ext. | 2 - 0    | -                                   | 12     | 20e   |
| 22/12/2021 | J19 | FC Nantes              | Dom. | 0 - 1    | -                                   | 12     | 20e   |

#### Matchs retour
| Date       | N o | Adversaire             | Lieu | Résultat | Buteurs pour Saint-Étienne            | Points | Place |
| ---------- | --- | ---------------------- | ---- | -------- | ------------------------------------- | ------ | ----- |
| 15/01/2022 | J21 | RC Lens                | Dom. | 1 - 2    | 38e Boudebouz                         | 12     | 20e   |
| 21/01/2022 | J22 | Olympique lyonnais     | Ext. | 1 - 0    | -                                     | 12     | 20e   |
| 26/01/2022 | J20 | Angers SCO             | Ext. | 0 - 1    | 43e (csc) Mendy                       | 15     | 20e   |
| 05/02/2022 | J23 | Montpellier HSC        | Dom. | 3 - 1    | 82e Hamouma, 90e Nordin, 90+3e Khazri | 18     | 20e   |
| 13/02/2022 | J24 | Clermont Foot 63       | Ext. | 1 - 2    | 71e Camara, 82e Kolodziejczak         | 21     | 18e   |
| 20/02/2022 | J25 | RC Strasbourg          | Dom. | 2 - 2    | 4e Boudebouz, 34e Khazri              | 22     | 16e   |
| 26/02/2022 | J26 | Paris Saint-Germain    | Ext. | 3 - 1    | 16e Bouanga                           | 22     | 19e   |
| 06/03/2022 | J27 | FC Metz                | Dom. | 1 - 0    | 52e Bouanga                           | 25     | 17e   |
| 11/03/2022 | J28 | LOSC Lille             | Ext. | 0 - 0    | -                                     | 26     | 18e   |
| 18/03/2022 | J29 | ES Troyes AC           | Dom. | 1 - 1    | 67e (pen.) Boudebouz                  | 27     | 18e   |
| 03/04/2022 | J30 | Olympique de Marseille | Dom. | 2 - 4    | 9e Bouanga, 86e Gourna-Douath         | 27     | 18e   |
| 08/04/2022 | J31 | FC Lorient             | Ext. | 6 - 2    | 4e Bouanga, 22e Nordin                | 27     | 18e   |
| 16/04/2022 | J32 | Stade brestois 29      | Dom. | 2 - 1    | 14e 39e Camara                        | 30     | 17e   |
| 20/04/2022 | J33 | Girondins de Bordeaux  | Ext. | 2 - 2    | 33e Bouanga, 65e Nordin               | 31     | 18e   |
| 23/04/2022 | J34 | AS Monaco              | Dom. | 1 - 4    | 42e (pen.) Khazri                     | 31     | 18e   |
| 30/04/2022 | J35 | Stade rennais FC       | Ext. | 2 - 0    | -                                     | 31     | 18e   |
| 11/05/2022 | J36 | OGC Nice               | Ext. | 4 - 2    | 11e Bouanga, 45+4e Youssouf           | 31     | 18e   |
| 14/05/2022 | J37 | Stade de Reims         | Dom. | 1 - 2    | 12e Mangala                           | 31     | 19e   |
| 21/05/2022 | J38 | FC Nantes              | Ext. | 1 - 1    | 79e Hamouma                           | 32     | 18e   |

#### Classement
| Rang | Équipe                | Pts | J  | G | N  | P  | Bp | Bc | Diff | Qualification ou relégation            |
| ---- | --------------------- | --- | -- | - | -- | -- | -- | -- | ---- | -------------------------------------- |
| 16   | FC Lorient            | 36  | 38 | 8 | 12 | 18 | 35 | 63 | −28  |                                        |
| 17   | Clermont Foot 63 P    | 36  | 38 | 9 | 9  | 20 | 38 | 69 | −31  |                                        |
| 18   | AS Saint-Étienne      | 32  | 38 | 7 | 11 | 20 | 42 | 77 | −35  | Participation au barrage de relégation |
| 19   | FC Metz               | 31  | 38 | 6 | 13 | 19 | 35 | 69 | −34  | Relégation en Ligue 2                  |
| 20   | Girondins de Bordeaux | 31  | 38 | 6 | 13 | 19 | 52 | 91 | −39  | Relégation en Ligue 2                  |

#### Barrages de promotion-relégation
Le barrage de relégation se déroule sur deux matchs et oppose le dix-huitième de Ligue 1 au vainqueur du match 2 des barrages de Ligue 2 2021-2022. Le vainqueur de ce barrage obtient une place pour le championnat de Ligue 1 2022-2023 tandis que le perdant va en Ligue 2.
| Date       | N o          | Adversaire | Lieu | Résultat                  | Buteurs pour Saint-Étienne |
| ---------- | ------------ | ---------- | ---- | ------------------------- | -------------------------- |
| 26/05/2022 | Match aller  | AJ Auxerre | Ext. | 1 - 1                     | Youssouf 15e               |
| 29/05/2022 | Match retour | AJ Auxerre | Dom. | 1 - 1 (a. p.) (4 - 5 tab) | Camara 76e                 |

### Coupe de France
La Coupe de France 2021-2022 est la cent-cinquième édition de cette compétition à élimination directe mettant aux prises tous les clubs de football amateurs et professionnels à travers la France métropolitaine et les DOM-TOM. Elle est organisée par la FFF et ses ligues régionales.
| Date       | N o         | Adversaire           | Lieu | Résultat | Buteurs pour Saint-Étienne                          |
| ---------- | ----------- | -------------------- | ---- | -------- | --------------------------------------------------- |
| 19/12/2021 | 1/32e de f. | Lyon-La Duchère      | Ext. | 0 - 1    | 32e Nordin                                          |
| 02/01/2022 | 1/16e de f. | Jura Sud Foot        | Ext. | 1 - 4    | 7e Nadé, 13e Nordin, 82e (pen.) Sako, 86e Boudebouz |
| 30/01/2022 | 1/8e de f.  | Bergerac Périgord FC | Ext. | 1 - 0    | -                                                   |